# Retable des Trois Baptêmes
Le  retable des trois baptêmes est disposé dans la basilique Saint-Remi de Reims.
Il date de 1610 et glorifie les deux monarques, Constantin et Clovis, dont la conversion changea le cours de l'histoire.

## Historique
Il serait objet d’un don de Jean Lespagnol en 1610.

## Description
Le retable des Trois Baptêmes est composé de trois scènes de baptême dans un encadrement :
- Le baptême de Constantin, à gauche,
- Le baptême du Christ, au centre,
- Le baptême de Clovis, à droite.

### Le baptême de Constantin
L'empereur romain Constantin I est baptisé sur son lit de mort en 337. Cette scène est importante car elle marque la fin des persécutions contre les chrétiens dans l'Empire romain.

### Le baptême du Christ
Jésus est baptisé par Jean le Baptiste dans le Jourdain. Cette scène représente le moment où Jésus a été reconnu par Dieu comme son fils.

### Le baptême de Clovis, à droite
Le roi des Francs Clovis I est baptisé par l'évêque saint Remi en 496. Cette scène marque la conversion du pays au christianisme.

### Texte du soubassement
L'inscription en latin qui se lit comme suit : ?.

## Nicolas Jacques (sculpteur)
Nicolas Jacques, né vers 1578 et décédé en 1610, était un sculpteur français originaire de Reims. Il fait partie d'une famille de sculpteurs rémois renommée, les Jacques, qui ont marqué la ville de leur empreinte artistique pendant plusieurs générations.
Nicolas Jacques a réalisé de nombreuses sculptures pour les églises et les bâtiments publics de Reims.
Parmi ses œuvres les plus célèbres, on peut citer :
- Retable des Trois Baptêmes,
- La statue équestre qui orne le campanile de l’hôtel de ville de Reims.

## Signification

### Le point commun
Les trois scènes du retable des Trois Baptêmes sont reliées entre elles par un thème commun : le baptême comme symbole de conversion et de nouvelle vie. Le retable est également un rappel de l'importance du baptême dans la religion chrétienne.
Sur le plan religieux, cette sculpture rappelle l'importance du baptême dans la foi chrétienne. Le baptême est considéré comme un sacrement qui lave les péchés et permet aux fidèles de renaître en Christ. Les trois scènes du retable représentent les trois figures les plus importantes du baptême dans la tradition chrétienne : Jésus, qui est le premier à être baptisé ; Jean le Baptiste, qui baptise Jésus ; et Clovis, qui est le premier roi franc à se convertir au christianisme.
Sur le plan politique, le retable des Trois Baptêmes peut être vu comme une affirmation de la légitimité de la monarchie française. Le baptême de Clovis est souvent considéré comme le moment fondateur de la France chrétienne. Le retable montre ainsi que les rois de France sont les héritiers spirituels de Clovis et qu'ils ont la responsabilité de défendre la foi catholique.

### Ce qui différencie les trois scènes
La scène avec Constantin I se différencie des deux autres scènes par la présence d'une colombe et des rayons lumineux.

## Galerie photos

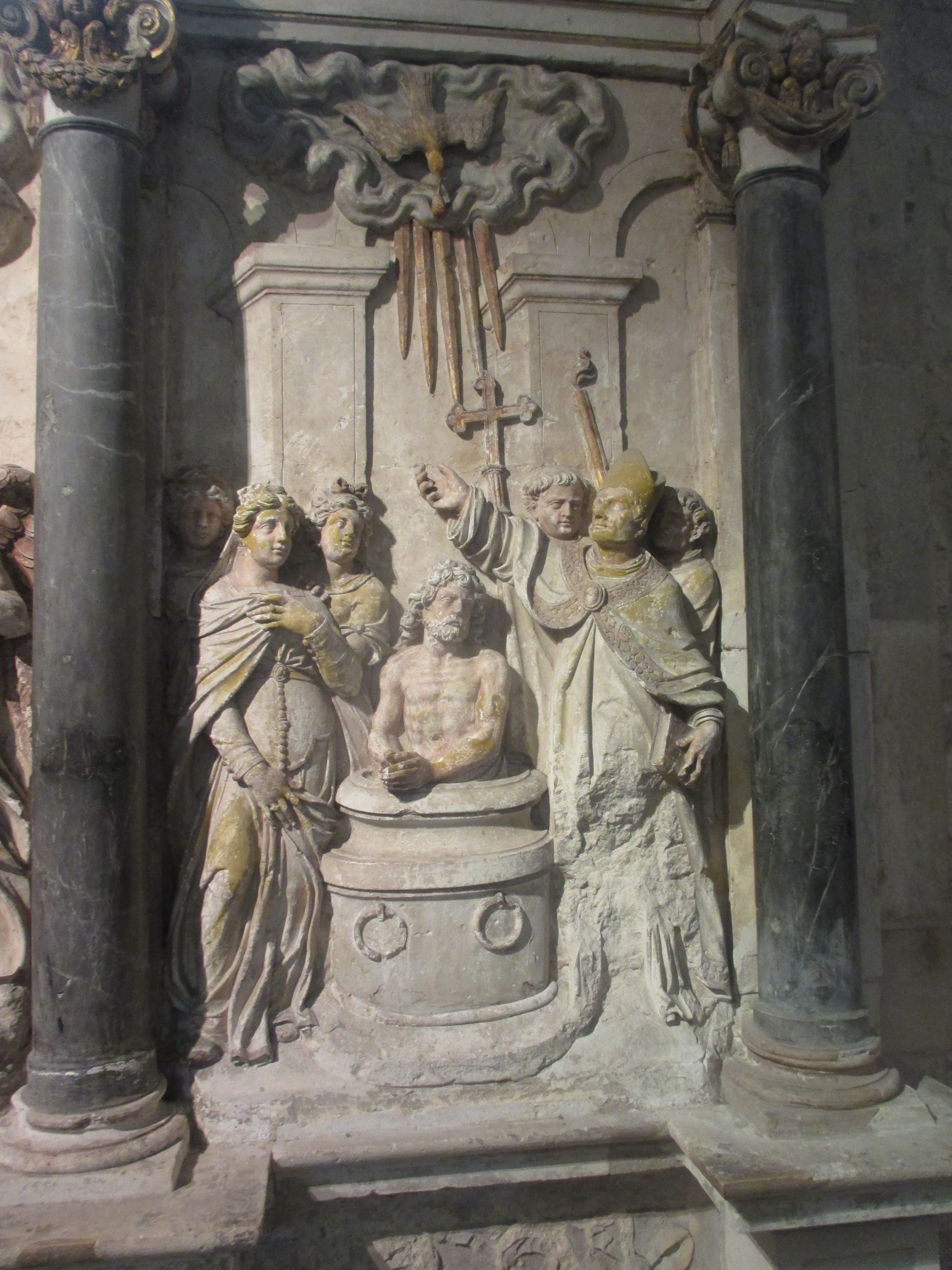
Baptême de Clovis.
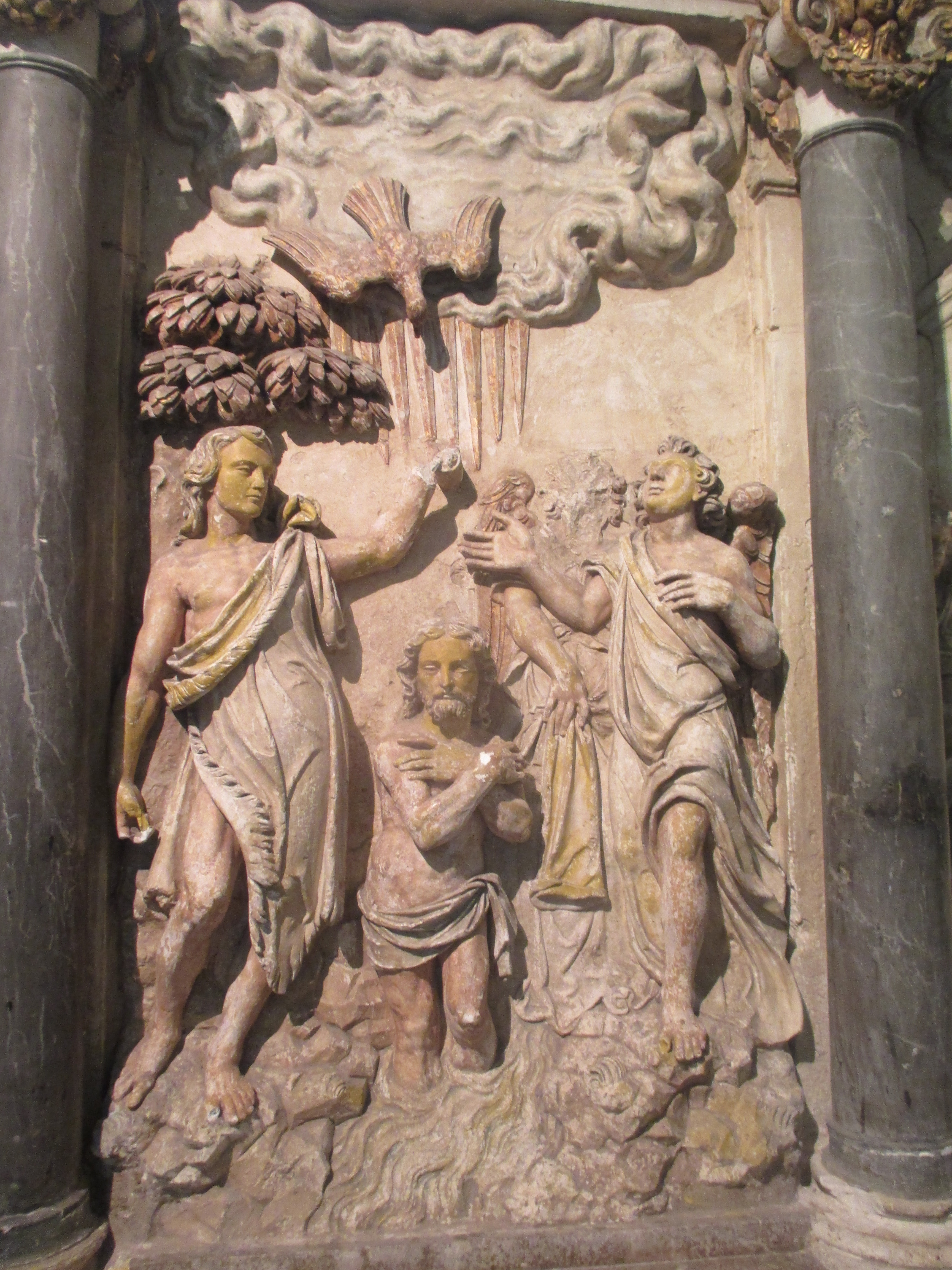
Baptême de Jésus.
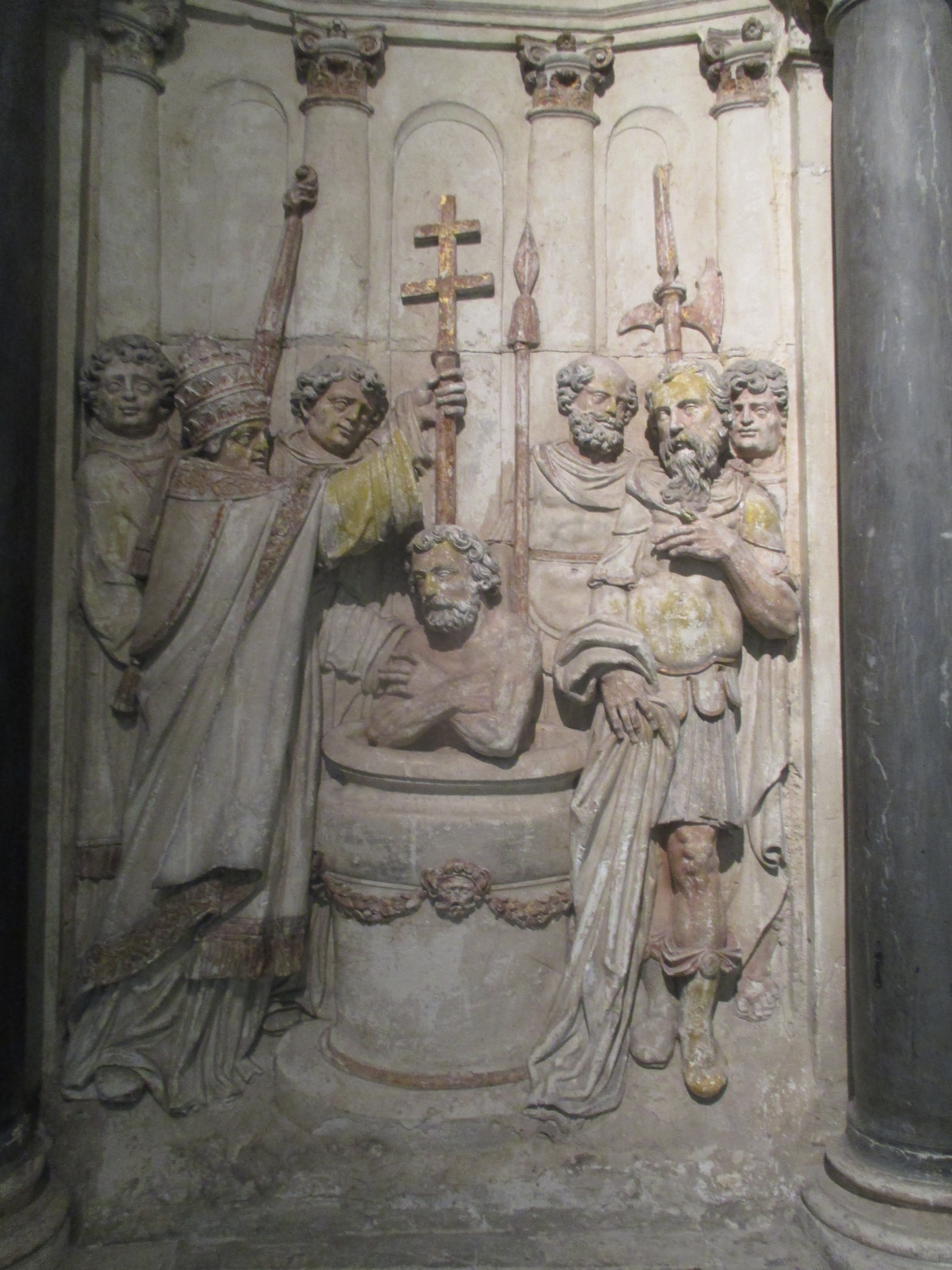
Baptême de Constantin.
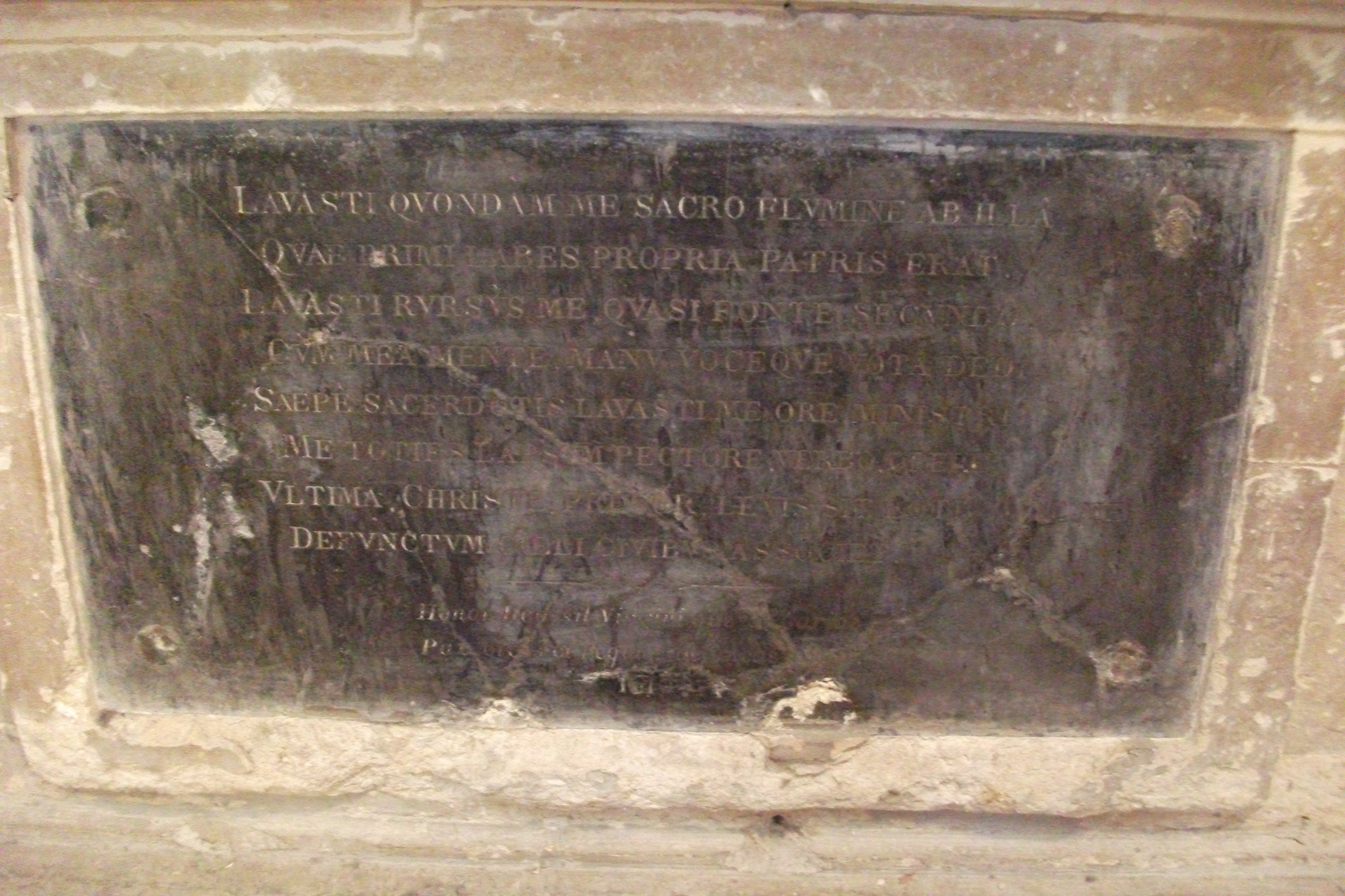
Texte sur soubassement.